# 131e bataillon de tirailleurs sénégalais
Le 131e Bataillon de Tirailleurs Sénégalais (ou 131e BTS) est un bataillon français des troupes coloniales.

## Création et différentes dénominations
- 28/09/1918: Création du 131e Bataillon de Tirailleurs Sénégalais à Fréjus avec des éléments venant des 91e et du 92e BTS

## Historique des garnisons, combats et batailles du131eBTS
- 27/10/1918: Le bataillon embarque dans un train à destination de l'Italie
- 03 - 09/11/1918: Déplacement, par voie ferrée vers Salonique

### Sources et bibliographie
Mémoire des Hommes